# Apothekersskink
De apothekersskink of zandvis (Scincus scincus) is een hagedis uit de familie skinken (Scincidae).

## Naam en indeling

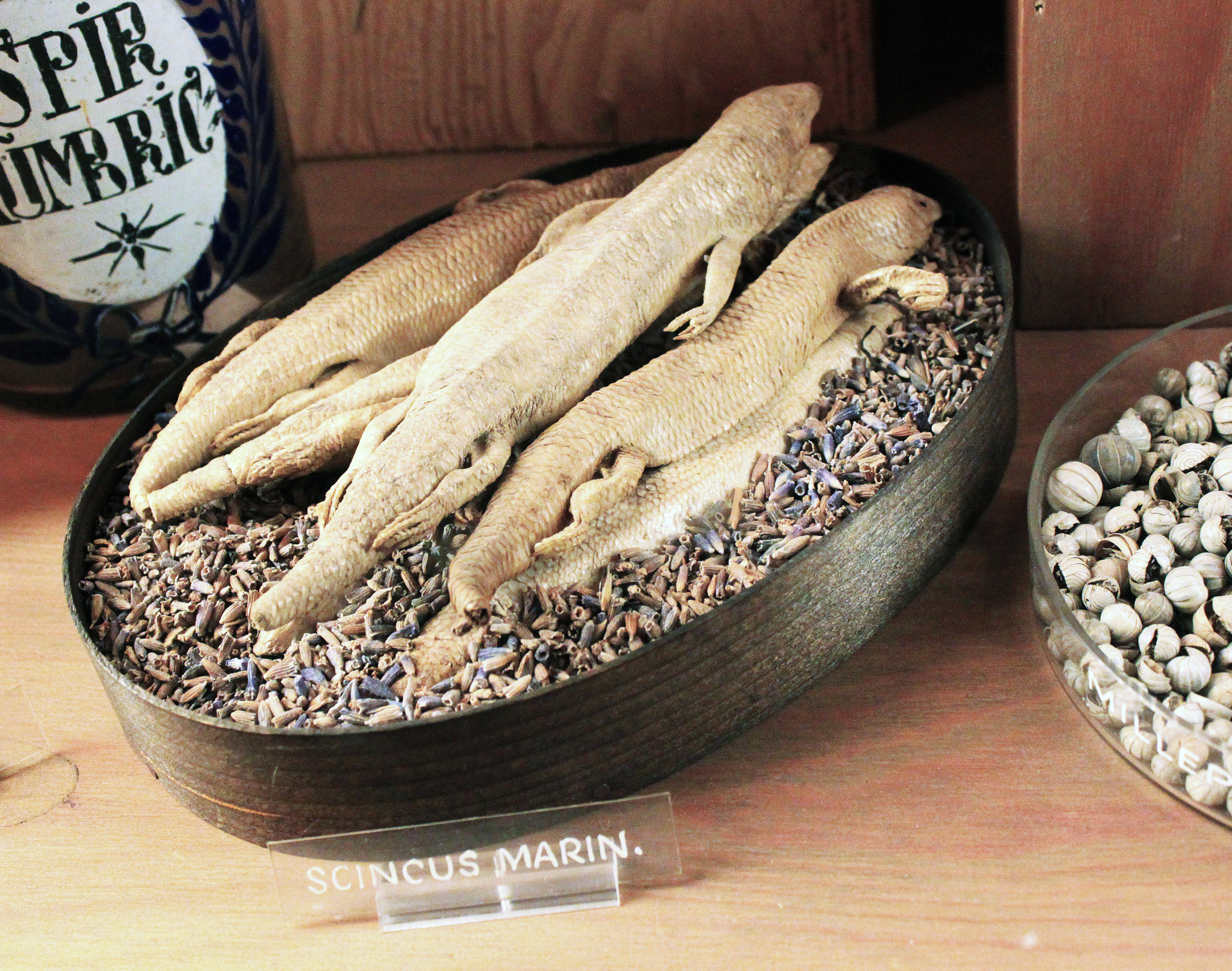
Exemplaren uit een apotheker-museum in Duitsland.

De wetenschappelijke naam van de apothekersskink werd voor het eerst voorgesteld door Carl Linnaeus in 1758. Linnaeus gebruikte de naam Lacerta stincus (sic), tegenwoordig wordt het geslacht Lacerta ingedeeld bij de familie echte hagedissen (Lacertidae).

### Ondersoorten
Er worden vier ondersoorten erkend, die verschillen in uiterlijk en het verspreidingsgebied.
| Naam                        | Auteur         | Verspreidingsgebied                       |
| --------------------------- | -------------- | ----------------------------------------- |
| Scincus scincus conirostris | Blanford, 1881 | Iran, Oman, Saoedi-Arabië                 |
| Scincus scincus cucullatus  | Werner, 1914   | Algerije, Libië, Nigeria, Tunesië         |
| Scincus scincus meccensis   | Wiegmann, 1837 | Jordanië, Saoedi-Arabië, Syrië            |
| Scincus scincus scincus     | Linnaeus, 1758 | Overige delen van het verspreidingsgebied |

## Uiterlijke kenmerken
De lichaamslengte bedraagt ongeveer 20 centimeter inclusief de staart. De basiskleur is grijsbruin tot grijs met op de rug duidelijk gele strepen, er zijn ook knalgele exemplaren met een zwarte bandering of met een brede, bruine rugband en dunne, zwarte verticale strepen. Juvenielen zijn wit en sterk zwart gebandeerd, ze hebben een zwarte luipaardtekening op de kop. De huid van de skink is goed aangepast op de gravende levenswijze, de schubben zijn glad en glanzend. De schubben zijn ook relatief groot en overlappen elkaar.
De kop is breed, de snuit is sterk schoffel-achtig afgeplat en eindigt in een scherpe rand aan de voorzijde. De bovenkaak is veel langer dan de onderkaak en heeft een duidelijke 'overbite'. De neusgaten zijn relatief klein om zand uit de neus en longen te houden. De gehooropeningen hebben kleine schubben die de gehoorgang beschermd tegen zand. De ogen hebben beweeglijke oogleden, het ooglid heeft een doorzichtig venster. Hierdoor kan de skink met gesloten ogen toch zijn omgeving zien wat handig is bij het graven.
De poten en vooral de staart zijn opvallend kort, de staart is korter dan het lichaam. De vingers en tenen zijn voorzien van kartelachtige, uitstekende schubbenrijen aan de zijkant zodat het pootoppervlak sterk wordt vergroot. Deze aanpassing van de poten dient om over los zand te rennen.

## Verspreiding en habitat
De apothekersskink leeft in het grootste deel van Noord-Afrika en komt voor in de landen Algerije, Bahrein, Egypte, Irak, Iran, Israël, Jemen, Jordanië, Koeweit, Libië, Mali, Marokko, Niger, Nigeria, Saoedi-Arabië, Senegal, Tunesië en de Verenigde Arabische Emiraten.
De habitat bestaat uit droge en warme maar vooral zanderige gebieden in en rond de Saharawoestijn.

## Levenswijze
De apothekersskink kan als een vis door het zand 'zwemmen' door met de poten borstcrawl-achtige slagen te maken en tegelijkertijd het lichaam slangachtig te bewegen. Ook onder het zand kan de hagedis zich zo snel verplaatsen. De verbrede tenen aan de poten ondersteunen de voortstuwing door het zand. Lange tijd werd gedacht dat de skink net zoals veel andere woestijnbewonende hagedissen zijn poten tegen het lijf hield tijdens het 'zwemmen'.
Het voedsel bestaat uit verschillende insecten die in de woestijn leven, zoals mieren, kevers en zandsprinkhanen. Het grootste deel van de dag ligt de hagedis half ingegraven net onder het zand. Deze soort is gevoelig voor trillingen van zelfs de kleinste prooidieren en de skink slaat snel toe als deze te dichtbij komen.
De skink kent geen vorm van broedzorg zoals van sommige verwante skinken bekend is.

## Relatie met de mens
De naam apothekersskink komt van de heilzame werking die aan de skink werd toegedicht in de oudheid tegen verscheidene ziekten en gebreken. In noordelijk Afrika werd de hagedis gedroogd en verpulverd; het poeder wordt in liefdesdrankjes verwerkt.
Ook de Arabieren gebruikten de apothekersskink als een heilzaam middel; zowel de gedroogde huid als de dode lichamen werden als verdovingsmiddel gebruikt. De gal van de skink werd toegepast als geneesmiddel voor ziekten van het oog en de uitwerpselen werden tot cosmeticum verwerkt. In het oude Egypte werd de skink gebalsemd en als grafgave in het graf gelegd.